# Cacographis macrops
Cacographis macrops är en fjärilsart som beskrevs av Munroe 1970. Cacographis macrops ingår i släktet Cacographis och familjen Crambidae. Inga underarter finns listade i Catalogue of Life.